# Electric Landlady
Electric Landlady — третий студийный альбом британской певицы Кирсти Макколл, выпущенный в 1991 году. Это был её второй релиз на Virgin Records и второй эпизод сотрудничества с продюсером и собственным мужем Стивом Лиллиуайтом. Название диска проистекает от ошибочной надписи на первых тиражах пластинки Джими Хендрикса Electric Ladyland. Эта запись стала самым успешным релизом Макколл в США благодаря первому треку «Walking Down Madison», который занял 4-е место в чарте Billboard Modern Rock Tracks.

## Список композиций
| №   | Название                          | Автор(ы)                        | Длительность |
| --- | --------------------------------- | ------------------------------- | ------------ |
| 1.  | «Walking Down Madison»            | Кирсти Макколл, Джонни Марр     | 6:34         |
| 2.  | «All I Ever Wanted»               | Кирсти Макколл, Маршалл Креншоу | 3:51         |
| 3.  | «Children of the Revolution»      | Кирсти Макколл, Джонни Марр     | 3:58         |
| 4.  | «Halloween»                       | Кирсти Макколл, Марк И. Невин   | 3:43         |
| 5.  | «My Affair»                       | Кирсти Макколл, Марк И. Невин   | 5:25         |
| 6.  | «Lying Down»                      | Кирсти Макколл, Пит Гленистер   | 4:49         |
| 7.  | «He Never Mentioned Love»         | Кирсти Макколл, Джем Файнер     | 3:50         |
| 8.  | «We’ll Never Pass This Way Again» | Кирсти Макколл, Марк И. Невин   | 4:35         |
| 9.  | «The Hardest Word»                | Кирсти Макколл, Хэмиш Макколл   | 4:38         |
| 10. | «Maybe It’s Imaginary»            | Кирсти Макколл, Марк И. Невин   | 2:15         |
| 11. | «My Way Home»                     | Кирсти Макколл, Пит Гленистер   | 4:30         |
| 12. | «The One and Only»                | Кирсти Макколл, Марк И. Невин   | 3:41         |

## Позиции в хит-парадах
Еженедельные чарты:
| Год  | Хит-парад                        | Высшая позиция | Пребывание |
| ---- | -------------------------------- | -------------- | ---------- |
| 1991 | Австралия (ARIA)                 | 86             | нет данных |
| 1991 | Великобритания (UK Albums Chart) | 17             | 8 недель   |